# Matty Cardarople
Matthew Richard Cardarople (Exeter, 9 de febrero de 1983) es un actor y comediante estadounidense.

## Primeros años
Cardarople nació en Exeter, New Hampshire. Se graduó en la Escuela de Cine de Nueva York, trabajando más tarde como el asistente personal del actor Luke Wilson. En una de sus primeras apariciones en los medios, protagonizó algunos episodios de Gayle, una serie de YouTube creada por el comediante Chris Fleming.

## Carrera
Cardarople ha aparecido en producciones como Selfie, Jurassic World, Stranger Things y Una serie de eventos desafortunados. También tuvo un pequeño papel en The Big Sick, una comedia romántica dirigida por Michael Showalter. En 2019 aportó su voz en la serie de televisión animada de Dreamworks La próxima gran aventura de Archibald para el personaje de Preston.

## Filmografía

### Cine
| Año  | Título                                       | Papel       | Notas         |
| ---- | -------------------------------------------- | ----------- | ------------- |
| 2008 | Drillbit Taylor                              | Tendero     |               |
| 2009 | Absolute Evil                                | Fotógrafo   |               |
| 2012 | The Three Stooges                            | Camarógrafo | No acreditado |
| 2014 | Dumb and Dumber To                           | Inventor    |               |
| 2015 | Jurassic World                               | Operario    | Película      |
| 2017 | The Big Sick                                 | Stu         |               |
| 2017 | Logan Lucky                                  | Oficial     |               |
| 2017 | Please Stand By                              |             |               |
| 2018 | Love, Simon                                  | Empleado    | Película      |
| 2019 | Itsy Bitsy                                   | Donny       |               |
| 2019 | I Am Woman                                   | Jeff Wald   |               |
| 2021 | Free Guy                                     | Gamer       | Película      |
| 2024 | Saving Bikini Bottom: The Sandy Cheeks Movie | Kyle        |               |

### Televisión
| Año     | Título                                | Papel                                             | Notas                             |
| ------- | ------------------------------------- | ------------------------------------------------- | --------------------------------- |
| 2010    | Scrubs                                | Frank                                             | Episodio: "Our Driving Issues"    |
| 2014    | Tim & Eric's Bedtime Stories          | Joven                                             | Episodio: "Toes"                  |
| 2014    | Comedy Bang! Bang!                    | D-Money                                           | 2 episodios                       |
| 2014    | Selfie                                | Charlie                                           | 8 episodios                       |
| 2016    | Angie Tribeca                         |                                                   | Episodio: "A Coldie But A Goodie" |
| 2016    | New Girl                              | Carl                                              | Episodio: "Heat Wave"             |
| 2016    | NCIS                                  | Tendero                                           | Episodio: "The Numerical Limit"   |
| 2017–19 | A Series of Unfortunate Events        | The one who looked like neither a man nor a woman | 18 episodios                      |
| 2017–19 | Stranger Things                       | Keith                                             | 3 episodios                       |
| 2019    | La próxima gran aventura de Archibald | Preston (voz)                                     | Papel recurrente                  |